# François Loriaux
Simon François Pierre Joseph Loriaux dit François Loriaux, né le 13 février 1886 à Jumet et mort le 15 avril 1942 à Laeken, est un parolier belge. 
Il est l'auteur de nombreuses chansons en wallon, en particulier wallon de Charleroi.

## Galerie

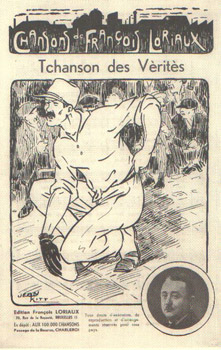
Tchanson des verités
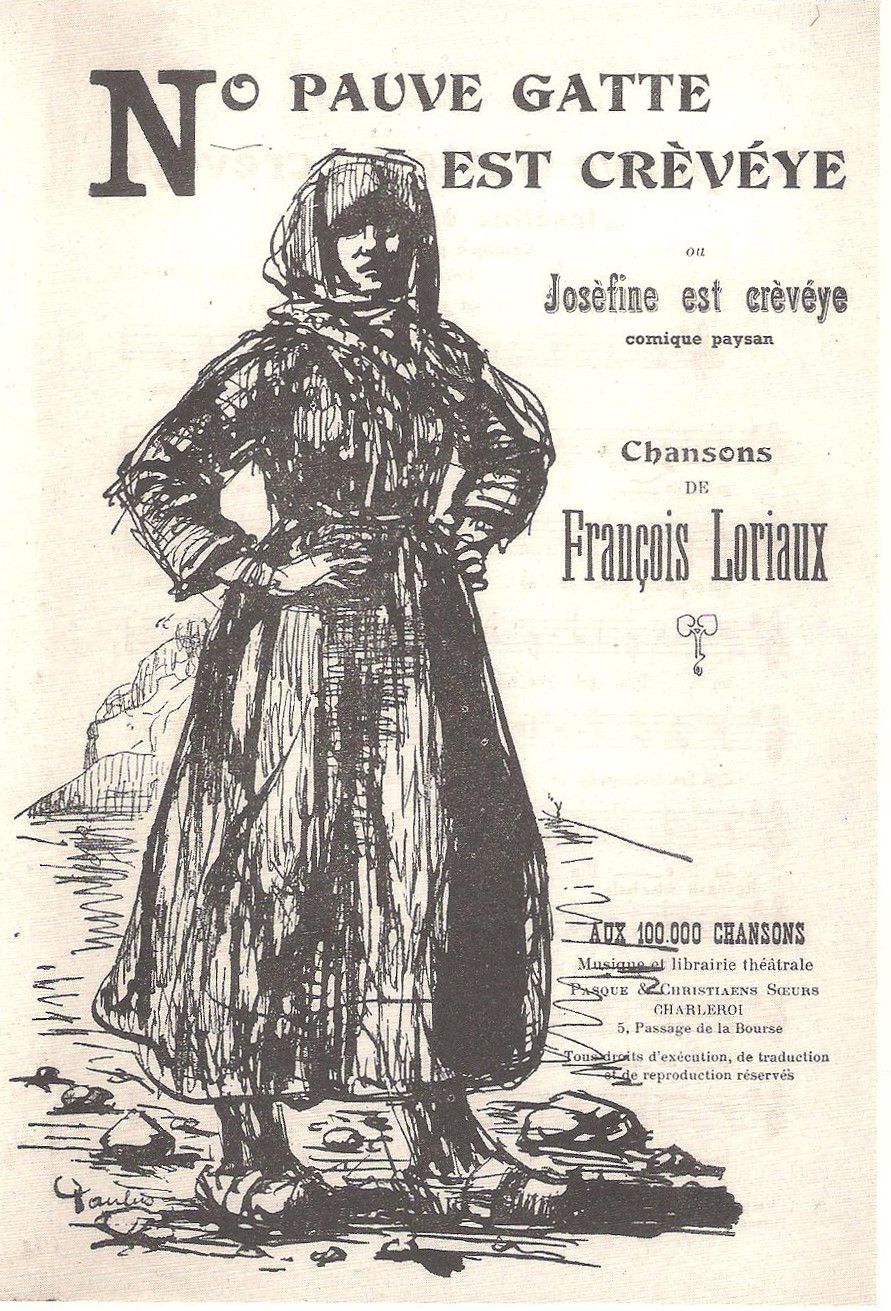
No pôve gade est crevêye
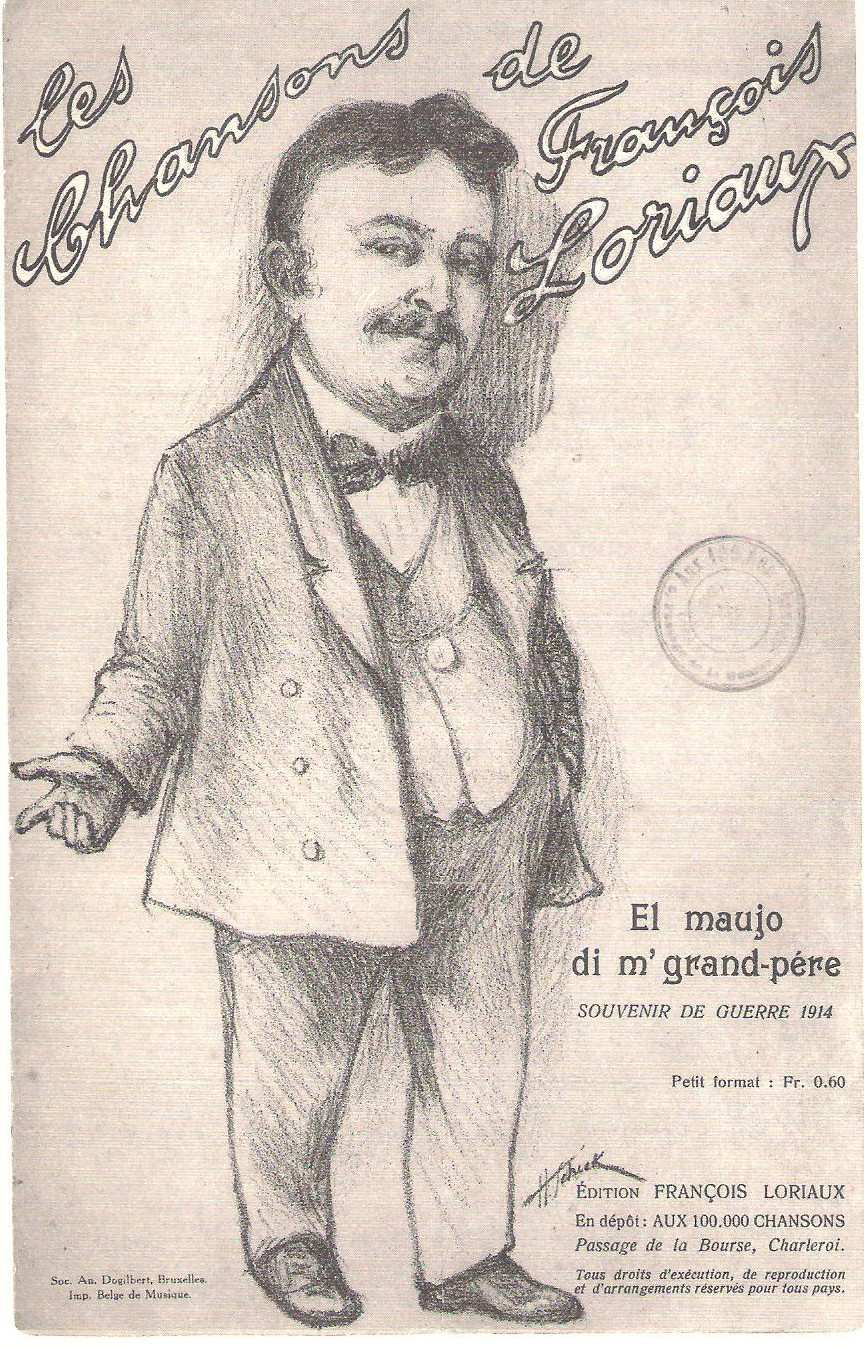
El måjhon di m' grand-pere
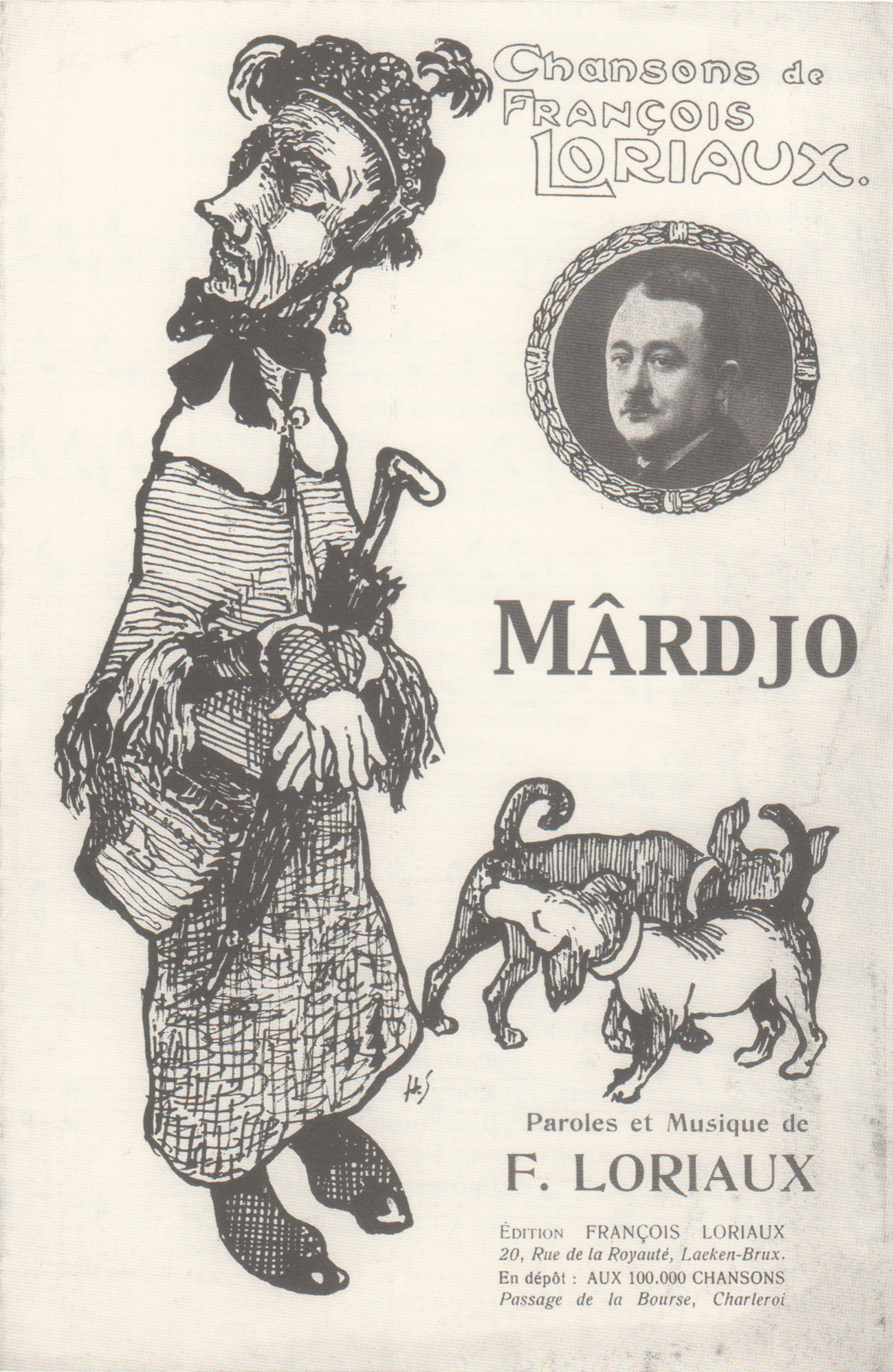
Mardjo